# Weilrod
Weilrod è un comune tedesco di 6 652 abitanti, situato nel land dell'Assia.

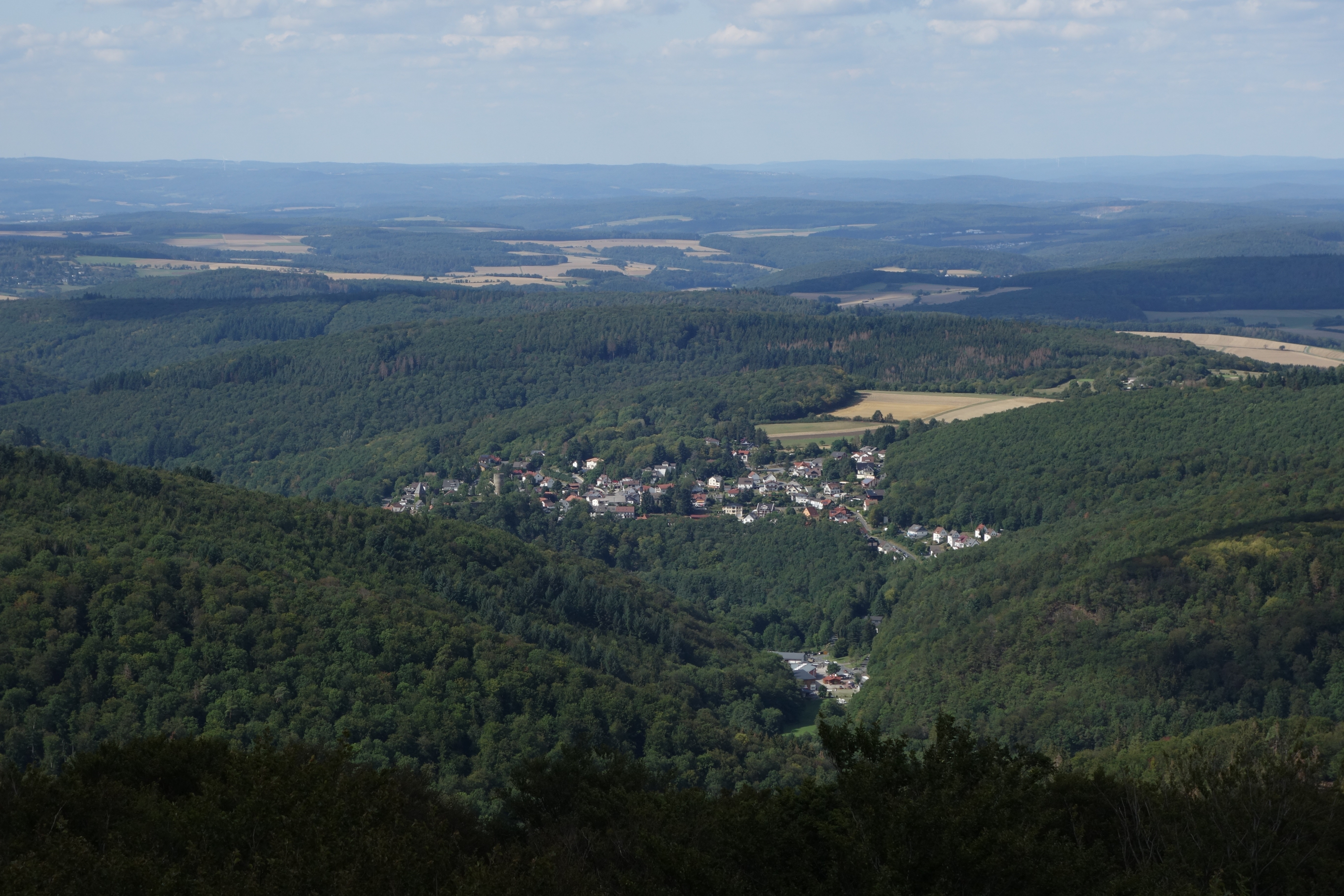
Veduta del quartiere Altweilnau da sud, dalla torre panoramica sul monte Pferdskopf.